# Lanka Aflame
Lanka Aflame er en indisk stumfilm fra 1917 af Dhundiraj Govind Phalke.

## Medvirkende
- Anna Salunke
- Ganpat G. Shinde som Hanuman
- D.D. Dabke
- Mandakini Phalke